# 牛泥棒

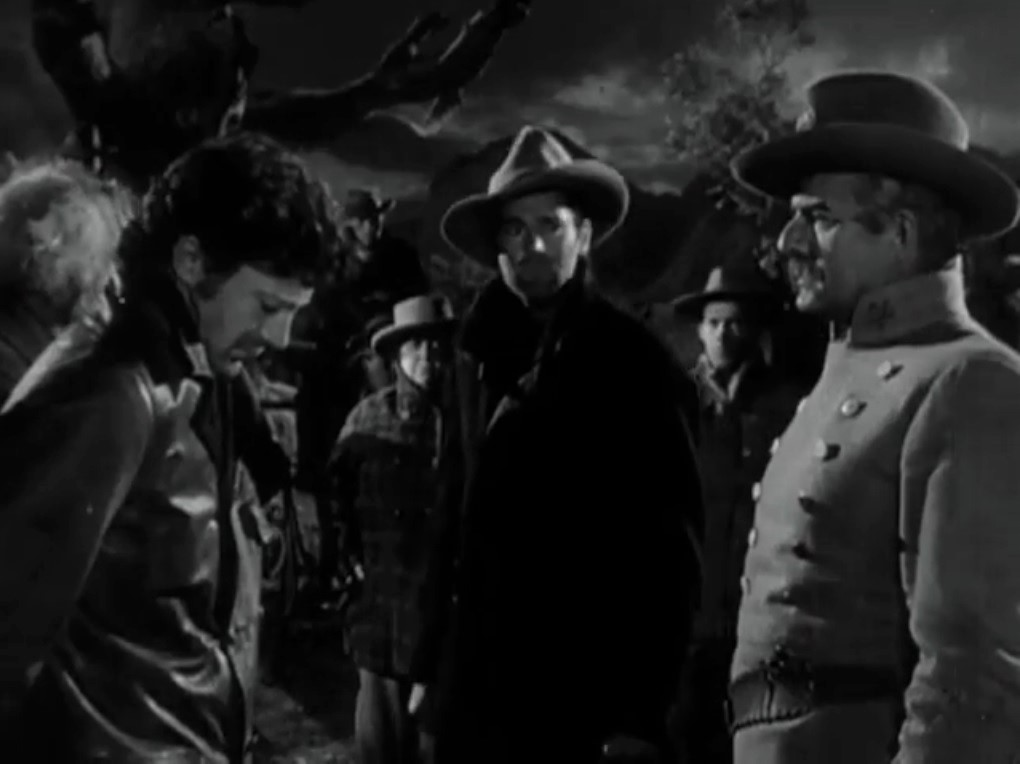
右からダナ・アンドリュース、ヘンリー・フォンダ、フランク・コンロイ

『牛泥棒』（うしどろぼう、原題：The Ox-Bow Incident）は、1943年制作のアメリカ合衆国の西部劇映画。1940年の同名小説原作、ウィリアム・A・ウェルマン監督、ヘンリー・フォンダ主演。日本では劇場未公開。
第16回アカデミー賞で作品賞にノミネートされたほか、1943年の第15回ナショナル・ボード・オブ・レビューで作品賞を受賞した。
1998年、アメリカ国立フィルム登録簿に登録された。

## あらすじ
1885年、ネバダ州のある町にギル・カーターと相棒のアート・クロフトという2人の男がやって来る。その頃、町の牧場主が殺され、牛が盗まれるという事件が起きる。
町の長老デイヴィスは法にのっとった裁判を主張する。しかし怒った町の男達は私刑を前提に自警団を組織し、犯人探しに乗り出し、カーターとクロフト、デイヴィスも同行する。
やがて、牛を連れ野宿していたマーティン、フアン、アルヴァの3人の男達が犯人として捕らえられる。
3人は無実を主張するが、自警団の男達は裁判を経ずに自分たちの手で裁きを下すこと（私刑）を主張する。デイヴィスやカーター、クロフトなど7人が裁判にかけることを主張するが、私刑を主張する多数派に押し切られ、3人は縛り首となった。
そこに保安官がやって来る。彼は牧場主が死んでいないことと、犯人が捕まったことを伝えた。3人は冤罪だったのだ。
自警団の男達はショックのあまり、酒場で皆茫然としていた。彼らの前でカーターは、デイヴィスが預かったマーティンの手紙を読み上げる。それには自分を処刑する者達への非難の言葉はなく、人間の良心の尊さが記されていた。

## キャスト
- ギル・カーター：ヘンリー・フォンダ
- ドナルド・マーティン：ダナ・アンドリュース
- ローズ・メイペン：メアリー・ベス・ヒューズ（英語版）
- フアン・マルティネス：アンソニー・クイン
- ジェラルド・テトリー：ウィリアム・アイス（英語版）
- アート・クロフト：ハリー・モーガン
- ママ・グリア：ジェーン・ダーウェル
- ダニエル・テイラー判事：マット・ブリッグス
- アーサー・デイヴィス：ハリー・ダヴェンポート
- テトリー少佐：フランク・コンロイ（英語版）
- ジェフ・ファーンリー：マーク・ローレンス（英語版）
- モンティ・スミス：ポール・ハースト（英語版）
- ダービー（酒屋の主人）：ビクター・キリアン（英語版）
- ポンチョ：クリス・ピン・マーティン（英語版）
- 保安官：ウィラード・ ロバートソン（英語版）
- アルヴァ・ハードウィック：フランシス・フォード（ノンクレジット）
- テイラー判事の家政婦：マーガレット・ハミルトン（ノンクレジット）
- ローズの夫・スワンソン氏：ジョージ・ミーカー（英語版）（ノンクレジット）